# Gheorghe Adamescu
Gheorghe Adamescu (Bukarest, 1869. július 23. – 1942. április 4.) román irodalomtörténész, könyvtáros, számos irodalmi tankönyv alkotója a két világháború között. 1921-től a Román Akadémia levelező tagja. Legismertebb műve A román irodalom története a kezdetektől 1910-ig.

## Művei
- Istoria literaturii române
- Contribuții la bibliografia românească
- Dicționarului enciclopedic ilustrat, I.A. Candrea társszerzőjeként